# Рабинович, Бен-Цион
Бецалель Симха Менахем Бенсион Рабинович (30 января 1935, Седльце — 10 мая 2024, Иерусалим или Иерусалим) — раввин Бяла и автор серии книг о Мевассере Тове, ранее он был раввином города Лугано в Швейцарии.
Родился в польском городе Седльце в семье младшего сына рабби Йехиэля Иегошуа из Бяла.
После нацистского вторжения в Седлице в 1939 году члены семьи Рабиновичей бежали со многими евреями из города в восточную Польшу, пробираясь на территорию, оккупированную Красной Армией в соответствии с пактом Риббентропа-Молотова. Члены семьи были высланы в Сибирь советскими властями, а в 1942 году Рабинович и его брат (за исключением его старшего брата раввина Иракмила Цви) были присоединены к Тегеранским детям.
Прибыв в Эрец-Исраэль накануне пурима 1943 года, он был усыновлён вместе с другой группой тегеранских детей раввином Йосефом Шломо Канеманом, Рош-йешивой Поневеж.
В 1956 году он женился в Белой Браче на дочери раввина Авраама Моше, раввина Сандерленда и председателя Совета ученых торы в Европе. 
В 1959 году он был избран раввином города Лугано в Швейцарии, где он оставался до 1959 года. После смерти его отца, ребе, который был известен как автор мистического труда «заговор Иешуа»[что?] 21-го числа Шват 5742, между ним и его тремя братьями были проведены выборы, и он был избран в качестве преемника своего отца.
Раввин Рабинович ранее делил свою резиденцию между Лугано и Иерусалимом. В 1959 году, когда община в Лугано сократилась, Ребе переехал в город Цфат, где он молился в древней синагоге косовских хасидов в Старом городе Цфата. Позже он переехал в южный Цфат, где была построена синагога для его общины. Он являлся почётным президентом «Центра по изучению вопросов времени» и президентом других учреждений Торы.
В 1955 году он овдовел и женился на вдове раввина Моше Давида Штейнорцля, главы иешивы Бабова.
Скончался 10 мая 2024 года на 90-м году жизни в Иерусалиме. Похоронен на семейном участке на Елеонской горе.